# Persoonia trinervis
Persoonia trinervis är en tvåhjärtbladig växtart som beskrevs av Meissn.. Persoonia trinervis ingår i släktet Persoonia och familjen Proteaceae. Inga underarter finns listade i Catalogue of Life.